# Oppidum de Vernon
L'oppidum de Vernon est un oppidum situé, rive droite de la Seine, sur le territoire de la commune éponyme, en France.

## Localisation
L'oppidum est situé sur les hauteurs du quartier de Vernonnet, le coteau Saint-Michel, sur la commune de Vernon, dans le département français de l'Eure.
Millin écrit  quant à lui dès 1837 : « On voit sur une hauteur près de la ville des fossés que l'on dit être ceux d'un ancien camp de César ».

## Historique
L'oppidum date de la tène finale de l'âge du fer.
En 1874, Edmond Meyer évoque  le rempart gaulois du camp romain de Vernonnet. Est connue pareillement l'existence de Mortagne, une cité perdue vers le IVe siècle.
Alphonse Georges Poulain a exploré le camp de Vernonnet en 1928 . Il parvient au tracé d'un ensemble de 11 bâtiments en pierre de l'époque gallo-romaine. Et il induit de ses découvertes être en présence d'un éperon barré.
Depuis, le site, étant posé sur un terrain en zone protégée appartenant au ministère des Armées (DIRISI) , n'est pas librement accessible.
Cependant, l'archéologue Thierry Dechezleprêtre a été autorisé, entre 1992 et 1996, à y ré-entreprendre une campagne de fouilles  qui met au jour un important oppidum gaulois. La porte nord baptisée A a fait l'objet du compte rendu sur la taille et mise en œuvre de la pierre en Gaule indépendante.